# Echinochalina mucronata
Echinochalina mucronata är en svampdjursart som först beskrevs av Topsent 1897.  Echinochalina mucronata ingår i släktet Echinochalina och familjen Microcionidae. Inga underarter finns listade i Catalogue of Life.